# Gimnastyka na Letnich Igrzyskach Olimpijskich 1932 – ćwiczenia na kółkach mężczyzn
Ćwiczenia na kółkach były jedną z konkurencji gimnastycznych rozgrywanych podczas Letnich Igrzysk Olimpijskich 1932. Zawody zostały rozegrane w dniu 12 sierpnia 1932 r. Wystartowało 14 zawodników z sześciu krajów.

## Format
Zawody polegały na wykonywaniu dwóch układów ćwiczeń: obowiązkowego i dowolnego. O kolejności decydowała suma punktów za oba układy.

## Wyniki
| Pozycja | Zawodnik               | Reprezentacja     | Układ obowiązkowy | Układ dowolny | Łącznie |
| ------- | ---------------------- | ----------------- | ----------------- | ------------- | ------- |
| 1.      | George Gulack          | Stany Zjednoczone | 28,8              | 28,1          | 56,9    |
| 2.      | Tom Denton             | Stany Zjednoczone | 28,2              | 27,6          | 55,8    |
| 3.      | Giovanni Lattuada      | Włochy            | 27,6              | 27,9          | 55,5    |
| 4.      | Richard Bishop         | Stany Zjednoczone | 27,8              | 27,6          | 55,4    |
| 5.      | Oreste Capuzzo         | Włochy            | 26,7              | 28,1          | 54,8    |
| 6.      | Franco Tognini         | Włochy            | 26,8              | 27,3          | 54,1    |
| 7.      | Heikki Savolainen      | Finlandia         | 26,9              | 26,2          | 53,1    |
| 8.      | Toshihiko Sasano       | Japonia           | 26,4              | 26,0          | 52,4    |
| 9.      | Vicente Mayagoitia     | Meksyk            | 24,8              | 26,1          | 50,9    |
| 10.     | Takashi Kondo          | Japonia           | 23,8              | 25,3          | 49,1    |
| 11.     | Francisco José Álvarez | Meksyk            | 24,7              | 23,7          | 48,4    |
| 12.     | István Pelle           | Węgry             | 26,7              | -             | 26,7    |
| 13.     | József Hegedűs         | Węgry             | 24,4              | -             | 24,4    |
| 14.     | Mauri Nyberg-Noroma    | Finlandia         | 23,6              | -             | 23,6    |